# 演技の三冠
演技の三冠（えんぎのさんかん、英: Triple Crown of Acting）は、アカデミー賞（オスカー）・エミー賞・トニー賞の演技賞を全て獲得した俳優を示すアメリカ合衆国のエンターテインメント業界の用語である。2018年6月時点で24人が三冠達成しており、内訳は女性15人、男性9人である。初の達成者はヘレン・ヘイズであり、1953年2月5日に三冠となった。男性で初の達成者はトーマス・ミッチェルであり、1953年3月29日のトニー賞授賞式で三冠となった。ヘイズとリタ・モレノはグラミー賞も受賞しており、演技の三冠とEGOTの同時達成者となっている。

## 三冠達成者
| 俳優                       | 達成年 | 達成までの 年数 | 初受賞年   | 初受賞年 | 初受賞年 | 受賞数 合計 | 参照   |
| 俳優                       | 達成年 | 達成までの 年数 | アカデミー | エミー   | トニー   | 受賞数 合計 | 参照   |
| -------------------------- | ------ | --------------- | ---------- | -------- | -------- | ----------- | ------ |
| ヘレン・ヘイズ             | 1953   | 21              | 1932       | 1953     | 1947     | 5           |        |
| トーマス・ミッチェル       | 1953   | 13              | 1940       | 1953     | 1953     | 3           | [ 1 ]  |
| イングリッド・バーグマン   | 1960   | 15              | 1945       | 1960     | 1947     | 6           |        |
| シャーリー・ブース         | 1962   | 13              | 1953       | 1962     | 1949     | 6           |        |
| メルヴィン・ダグラス       | 1968   | 8               | 1964       | 1968     | 1960     | 4           |        |
| ポール・スコフィールド     | 1969   | 7               | 1967       | 1969     | 1962     | 3           |        |
| ジャック・アルバートソン   | 1975   | 10              | 1969       | 1975     | 1965     | 4           |        |
| リタ・モレノ               | 1977   | 15              | 1962       | 1977     | 1975     | 4           |        |
| モーリン・ステイプルトン   | 1982   | 31              | 1982       | 1968     | 1951     | 4           |        |
| ジェイソン・ロバーズ       | 1988   | 29              | 1977       | 1988     | 1959     | 4           |        |
| ジェシカ・タンディ         | 1990   | 42              | 1990       | 1988     | 1948     | 5           | [ 2 ]  |
| ジェレミー・アイアンズ     | 1997   | 13              | 1991       | 1997     | 1984     | 4           | [ 3 ]  |
| アン・バンクロフト         | 1999   | 41              | 1963       | 1999     | 1958     | 4           | [ 4 ]  |
| ヴァネッサ・レッドグレイヴ | 2003   | 25              | 1978       | 1981     | 2003     | 4           | [ 5 ]  |
| マギー・スミス             | 2003   | 33              | 1970       | 2003     | 1990     | 7           | [ 6 ]  |
| アル・パチーノ             | 2004   | 35              | 1993       | 2004     | 1969     | 5           | [ 7 ]  |
| ジェフリー・ラッシュ       | 2009   | 12              | 1997       | 2005     | 2009     | 3           | [ 8 ]  |
| エレン・バースティン       | 2009   | 34              | 1975       | 2009     | 1975     | 4           | [ 9 ]  |
| クリストファー・プラマー   | 2012   | 38              | 2012       | 1977     | 1974     | 5           | [ 10 ] |
| ヘレン・ミレン             | 2015   | 19              | 2007       | 1996     | 2015     | 6           | [ 11 ] |
| フランシス・マクドーマンド | 2015   | 18              | 1997       | 2015     | 2011     | 4           | [ 12 ] |
| ジェシカ・ラング           | 2016   | 33              | 1983       | 2009     | 2016     | 6           | [ 13 ] |
| ヴィオラ・デイヴィス       | 2017   | 16              | 2017       | 2015     | 2001     | 4           | [ 14 ] |
| グレンダ・ジャクソン       | 2018   | 47              | 1971       | 1972     | 2018     | 5           | [ 15 ] |

## 一覧
年は授賞式が開催された年

### ヘレン・ヘイズ
アメリカ人女優のヘレン・ヘイズ（1900年-1993年）は、初めて演技の三冠を達成した人物である。彼女は1953年に達成し、生涯でエミー賞の演技部門に9回、トニー賞に3回、アカデミー賞に2回、3つの賞で合計14回ノミネートされた。彼女はアカデミー賞を2回、トニー賞を2回、エミー賞を1回、3つの賞で合計5回受賞した。また1977年にはグラミー賞スポークン・ワールド・レコーディング部門を受賞し、エミー・グラミー・アカデミー（オスカー）・トニーの全てを獲得したEGOT達成者となった。ヘイズはリタ・モレノと並んで演技の三冠達成者でありながらEGOTを達成した人物である。
- 1932年 アカデミー賞主演女優賞 – 『マデロンの悲劇（英語版）』
- 1947年 トニー賞演劇主演女優賞 – Happy Birthday
- 1953年 女優賞
- 1958年 トニー賞演劇主演女優賞 – Time Remembered
- 1971年 アカデミー賞助演女優賞 – 『大空港』

### トーマス・ミッチェル
アメリカ人男優のトーマス・ミッチェル（1892年-1962年）は1953年に三冠を達成したが、これはヘレン・ヘイズの2ヶ月後のことであった。生涯ではエミー賞の演技部門に3回、トニー賞に2回、アカデミー賞に1回、合計で6回ノミネートされ、それぞれ1回ずつ受賞した。
- 1940年 アカデミー賞助演男優賞 – 『駅馬車』
- 1953年 男優賞
- 1953年 トニー賞ミュージカル主演男優賞 – Hazel Flagg

### イングリッド・バーグマン
スウェーデン人女優のイングリッド・バーグマン（1915年-1982年）は1960年に三冠を達成した。生涯でアカデミー賞の演技部門に7回（受賞3回）、エミー賞に3回（受賞2回）、トニー賞に1回（受賞1回）、合計で11回ノミネートされた。バーグマンはアカデミー賞を3回受賞した唯一の三冠達成者である。
- 1944年 アカデミー賞主演女優賞 – 『ガス燈（英語版）』
- 1947年 トニー賞演劇主演女優賞 – Joan of Lorraine
- 1957年 アカデミー賞主演女優賞 – 『追想』
- 1960年 プライムタイム・エミー賞シングルパフォーマンス女優賞 – Startime (エピソード: "The Turn of the Screw")
- 1975年 アカデミー賞助演女優賞 – 『オリエント急行殺人事件』
- 1982年 プライムタイム・エミー賞ミニシリーズ・映画主演女優賞（英語版） – A Woman Called Golda

### シャーリー・ブース
アメリカ人女優のシャーリー・ブース（1898年-1992年）は1962年に三冠を達成した。彼女はエミー賞の演技部門に4回（受賞2回）、トニー賞に3回（受賞3回）、アカデミー賞に1回（受賞1回）、合計で8回ノミネートされた。通算受賞数は6回である。
- 1949年 トニー賞演劇助演女優賞（英語版） – Goodbye, My Fancy
- 1950年 トニー賞演劇主演女優賞 – 『愛しのシバよ帰れ（英語版）』
- 1953年 アカデミー賞主演女優賞 – 『愛しのシバよ帰れ』
- 1953年 トニー賞主演女優賞 – 『カッコウ鳥の頃（英語版）』
- 1962年 プライムタイム・エミー賞コメディシリーズ主演女優賞（英語版） – 『ヘイゼルおばさん（英語版）』
- 1963年 プライムタイム・エミー賞コメディシリーズ主演女優賞 – 『ヘイゼルおばさん』

### メルヴィン・ダグラス
アメリカ人男優のメルヴィン・ダグラス（1901年-1981年）は1968年に三冠達成者となった。彼はアカデミー賞の演技部門に3回（受賞2回）、エミー賞に2回（受賞2回）、トニー賞に1回（受賞1回）、合計で6回ノミネートされた。ダグラスの通算受賞数は4回である。
- 1960年 トニー賞演劇主演男優賞 – The Best Man
- 1964年 アカデミー賞助演男優賞 – 『ハッド』
- 1968年 プライムタイム・エミー賞ミニシリーズ・映画主演女優賞（英語版） – CBS Playhouse
- 1980年 アカデミー賞助演男優賞 – 『チャンス』

### ポール・スコフィールド
イギリス人男優のポール・スコフィールド（1922年-2008年）は1969年に三冠達成者となった。彼はアカデミー賞の演技部門に2回（受賞1回）、エミー賞に1回（受賞1回）、トニー賞に1回（受賞1回）合計で4回ノミネートされた。スコフィールドの通算受賞数は3回である。
- 1962年 トニー賞演劇主演男優賞 – 『すべての季節の男（英語版）』
- 1967年 アカデミー賞主演男優賞 – 『わが命つきるとも』
- 1969年 プライムタイム・エミー賞ミニシリーズ・映画主演男優賞（英語版） – Male of the Species

### ジャック・アルバートソン
アメリカ人男優のジャック・アルバートソン（1907年-1981年）は1975年に三冠達成者となった。彼はエミー賞の演技部門に5回（受賞2回）、トニー賞に2回（受賞1回）、アカデミー賞に1回（受賞1回）、合計で8回ノミネートされた。アルバートソンの通算受賞数は4回である。
- 1965年 トニー賞演劇助演男優賞（英語版） – The Subject Was Roses
- 1969年 アカデミー賞助演男優賞 – The Subject Was Roses
- 1975年 プライムタイム・エミー賞バラエティ・音楽番組個人演技賞（英語版） – Cher
- 1976年 プライムタイム・エミー賞コメディシリーズ主演男優賞（英語版） – Chico and the Man

### リタ・モレノ
プエルトリコ人女優のリタ・モレノ（1931年生）は1977年に三冠達成者となった。彼女はエミー賞の演技部門に6回（受賞2回）、アカデミー賞に1回（受賞1回）、トニー賞に1回（受賞1回）、合計で8回ノミネートされている。彼女は1972年にグラミー賞最優秀子供向けレコード賞も獲得しており、エミー・グラミー・アカデミー（オスカー）・トニー賞全てのコンペティティブ部門（EGOT）の制覇者ともなっている。モレノはヒスパニック系で唯一の三冠達成者であり、またヘレン・ヘイズと並んで三冠とEGOTの両方の達成者でもある。
- 1962年 アカデミー賞助演女優賞 – 『ウエスト・サイド物語』
- 1975年 トニー賞演劇助演女優賞（英語版） – The Ritz
- 1977年 プライムタイム・エミー賞バラエティ・音楽番組個人演技賞（英語版） – 『マペット・ショー』
- 1978年 プライムタイム・エミー賞コメディ・ドラマシリーズ単発主演女優賞（英語版） – 『ロックフォードの事件メモ』

### モーリン・ステイプルトン
アメリカ人女優のモーリン・ステイプルトン（1925年–2006年）は1982年に三冠達成者となった。彼女はエミー賞の演技部門に7回（受賞1回）、トニー賞に6回（受賞2回）、アカデミー賞に4回（受賞1回）、合計17回ノミネートされた。彼女の通算受賞数は4回である。
- 1951年 トニー賞演劇助演女優賞（英語版） – 『バラの刺青（英語版）』
- 1967年 プライムタイム・エミー賞ミニシリーズ・映画主演女優賞（英語版） – Among the Paths to Eden
- 1971年 トニー賞演劇主演女優賞 – 『ジンジャーブレッド・レディ（英語版）』
- 1982年 アカデミー賞助演女優賞 – 『レッズ』

### ジェイソン・ロバーズ
アメリカ人男優のジェイソン・ロバーズ（1922年-2000年）は1988年に三冠達成者となった。彼はトニー賞の演技部門に8回（受賞1回）、エミー賞に5回（受賞1回）、アカデミー賞に3回（受賞2回）、合計16回ノミネートされている。ロバーズの通算受賞数は4回である。
- 1959年 トニー賞演劇主演男優賞 – The Disenchanted
- 1977年 アカデミー賞助演男優賞 – 『大統領の陰謀』
- 1978年 アカデミー賞助演男優賞 – 『ジュリア』
- 1988年 プライムタイム・エミー賞ミニシリーズ・映画主演男優賞（英語版） – Inherit the Wind

### ジェシカ・タンディ
イギリス系アメリカ人女優のジェシカ・タンディ（1909年-1994年）は1990年に三冠達成者となった。彼女はトニー賞の演技部門に5回（受賞3回）、エミー賞に3回（受賞1回）、アカデミー賞に2回（受賞1回）、合計で10回ノミネートされた。タンディの通算受賞数は5回である。
- 1947年 トニー賞演劇主演女優賞 – 『欲望という名の電車』
- 1978年 トニー賞演劇主演女優賞 – The Gin Game
- 1983年 トニー賞演劇主演女優賞 – Foxfire
- 1988年 プライムタイム・エミー賞ミニシリーズ・映画主演女優賞（英語版） – 『別れの時（英語版）』
- 1990年 アカデミー賞主演女優賞 – 『ドライビング Miss デイジー』

### ジェレミー・アイアンズ
イギリス人男優のジェレミー・アイアンズ（1948年生）は1997年に三冠達成者となった。彼はエミー賞の演技部門に3回（受賞2回）、アカデミー賞に1回（受賞1回）、トニー賞に1回（受賞1回）、合計で5回ノミネートされている。アイアンズの通算受賞数は4回である。
- 1984年 トニー賞 演劇主演男優賞 – 『リアル・シング（英語版）』
- 1991年 アカデミー賞主演男優賞 – 『運命の逆転』
- 1997年 プライムタイム・エミー賞ボイスオーバー・パフォーマンス賞 – The Great War and the Shaping of the 20th Century
- 2006年 プライムタイム・エミー賞ミニシリーズ・映画部門助演男優賞（英語版） – 『エリザベス1世 〜愛と陰謀の王宮〜』

### アン・バンクロフト
アメリカ人女優のアン・バンクロフト（1931年-2005年）は1999年に三冠達成者となった。彼女はエミー賞の演技部門に6回（受賞1回）、アカデミー賞に5回（受賞1回）、トニー賞に3回（受賞2回）、合計で14回ノミネートされた。バンクロフトの通算受賞数は4回である。
- 1958年 トニー賞演劇助演男優賞（英語版） – Two for the Seesaw
- 1960年 トニー賞演劇主演女優賞 – 『奇跡の人』
- 1963年 アカデミー賞主演女優賞 – 『奇跡の人』
- 1999年 プライムタイム・エミー賞ミニシリーズ・映画助演女優賞（英語版） – Deep in My Heart

### ヴァネッサ・レッドグレイヴ
イギリス人女優のヴァネッサ・レッドグレイヴ（1937年生）は2003年に三冠達成者となった。彼女はアカデミー賞の演技部門に6回（受賞1回）、エミー賞に6回（受賞2回）、トニー賞に3回（受賞1回）、合計で15回ノミネートされている。レッドグレイヴの通算受賞数は4回である。
- 1978年 アカデミー賞助演女優賞 – 『ジュリア』
- 1981年 プライムタイム・エミー賞ミニシリーズ・映画主演女優賞（英語版） – 『ファニア歌いなさい（英語版）』
- 2000年 プライムタイム・エミー賞ミニシリーズ・映画助演女優賞（英語版） – 『ウーマン ラブ ウーマン』
- 2003年 トニー賞演劇主演女優賞 – 『夜への長い旅路』

### マギー・スミス
イギリス人女優のマギー・スミス（1934年生）は2003年に三冠達成者となった。彼女はエミー賞の演技部門に9回（受賞4回）、アカデミー賞に6回（受賞2回）、トニー賞に3回（受賞1回）、合計で18回ノミネートされている。スミスは唯一の受賞数7回の三冠達成者である。
- 1970年 アカデミー賞主演女優賞 – 『ミス・ブロディの青春（英語版）』
- 1979年 アカデミー賞助演女優賞 – 『カリフォルニア・スイート』
- 1990年 トニー賞演劇主演女優賞 – 『レティスとラヴェッジ（英語版）』
- 2003年 プライムタイム・エミー賞ミニシリーズ・映画主演女優賞（英語版） – 『美しきイタリア・私の家』
- 2011年 プライムタイム・エミー賞ミニシリーズ・映画助演女優賞（英語版） – 『ダウントン・アビー』
- 2012年 プライムタイム・エミー賞ドラマシリーズ助演女優賞（英語版） – 『ダウントン・アビー』
- 2016年 プライムタイム・エミー賞ドラマシリーズ助演女優賞 – 『ダウントン・アビー』

### アル・パチーノ
アメリカ人男優のアル・パチーノ（1940年生）は2004年に三冠達成者となった。彼はアカデミー賞の演技部門に8回（受賞1回）、エミー賞に3回（受賞2回）、トニー賞に3回（受賞2回）、合計で14回ノミネートされている。パチーノの通算受賞数は5回である。
- 1969年 トニー賞演劇助演男優賞（英語版） – Does a Tiger Wear a Necktie?
- 1977年 トニー賞演劇主演男優賞 – The Basic Training of Pavlo Hummel
- 1993年 アカデミー賞主演男優賞 – 『セント・オブ・ウーマン/夢の香り』
- 2004年 プライムタイム・エミー賞ミニシリーズ・映画主演男優賞（英語版） – 『エンジェルス・イン・アメリカ』
- 2011年 プライムタイム・エミー賞ミニシリーズ・映画主演男優賞 – 『死を処方する男 ジャック・ケヴォーキアンの真実』

### ジェフリー・ラッシュ
アメリカ人男優のジェフリー・ラッシュ（1951年生）は2009年に三冠達成者となった。彼はアカデミー賞の演技部門に4回（受賞1回）、エミー賞に2回（受賞1回）、トニー賞に1回（受賞1回）、合計で7回ノミネートされている。ラッシュの通算受賞数は3回である。
- 1997年 アカデミー賞主演男優賞 – 『シャイン』
- 2005年 プライムタイム・エミー賞ミニシリーズ・映画主演男優賞（英語版） – 『ライフ・イズ・コメディ! ピーター・セラーズの愛し方』
- 2009年 トニー賞演劇主演男優賞 – 『瀕死の王』

### エレン・バースティン
アメリカ人女優のエレン・バースティン（1932年生）は2009年に三冠達成者となった。彼女はエミー賞の演技部門に8回（受賞2回）、アカデミー賞に6回（受賞1回）、トニー賞に1回（受賞1回）、合計で15回ノミネートされている。バースティンの通算受賞数は4回である。
- 1975年 アカデミー賞主演女優賞 – 『アリスの恋』
- 1975年 トニー賞演劇主演女優賞 – 『セイムタイム,ネクストイヤー 来年の今日もまた（英語版）』
- 2009年 プライムタイム・エミー賞ドラマシリーズゲスト女優賞（英語版） – 『LAW & ORDER:性犯罪特捜班』
- 2013年 プライムタイム・エミー賞ミニシリーズ・映画助演女優賞（英語版） – 『ポリティカル・アニマルズ（英語版）』

### クリストファー・プラマー
カナダ人男優のクリストファー・プラマー（1929年生）は2012年に三冠達成者となった。彼はエミー賞の演技部門に7回（受賞2回）、トニー賞に7回（受賞2回）、アカデミー賞に3回（受賞1回）、合計で17回ノミネートされている。プラマーの通算受賞数は5回である。
- 1974年 トニー賞ミュージカル主演男優賞 – 『シラノ（英語版）』
- 1977年 プライムタイム・エミー賞ミニシリーズ・映画主演男優賞（英語版） – 『マネー・チェンジャース/銀行王国』
- 1994年 プライムタイム・エミー賞ボイスオーバー・パフォーマンス賞 – 『マドレーヌ』
- 1997年 トニー賞演劇主演男優賞 – Barrymore
- 2012年 アカデミー賞助演男優賞 – 『人生はビギナーズ』

### ヘレン・ミレン
イギリス人女優のヘレン・ミレン（1945年生）は2015年に三冠達成者となった。彼女はエミー賞の演技部門に11回（受賞4回）、アカデミー賞に4回（受賞1回）、トニー賞に1回（受賞1回）、合計で18回ノミネートされている。ミレンの通算受賞数は6回である。
- 1996年 プライムタイム・エミー賞ミニシリーズ・映画主演女優賞（英語版） – 『第一容疑者 死者の香水』
- 1999年 プライムタイム・エミー賞ミニシリーズ・映画主演女優賞 – The Passion of Ayn Rand
- 2006年 プライムタイム・エミー賞ミニシリーズ・映画主演女優賞 – 『エリザベス1世 〜愛と陰謀の王宮〜』
- 2007年 アカデミー賞主演女優賞 – 『クィーン』
- 2007年 プライムタイム・エミー賞ミニシリーズ・映画主演女優賞 – 『第一容疑者 希望のかけら』
- 2015年 トニー賞演劇主演女優賞 – 『ザ・オーディエンス（英語版）』

### フランシス・マクドーマンド
アメリカ人女優のフランシス・マクドーマンド（1957年生）は2015年に三冠達成者となった。彼女はアカデミー賞の演技部門に5回（受賞2回）、トニー賞に2回（受賞1回）エミー賞に2回（受賞1回）、合計で9回ノミネートされている。マクドーマンドの通算受賞数は4回である。
- 1997年 アカデミー賞主演女優賞 – 『ファーゴ』
- 2011年 トニー賞演劇主演女優賞 – Good People
- 2015年 プライムタイム・エミー賞ミニシリーズ・映画主演女優賞（英語版） – 『オリーヴ・キタリッジ』
- 2018年 アカデミー賞主演女優賞 – 『スリー・ビルボード』

### ジェシカ・ラング
アメリカ人女優のジェシカ・ラング（1949年生）は2016年に三冠達成者となった。彼女はエミー賞の演技部門に8回（受賞3回）、アカデミー賞に6回（受賞2回）、トニー賞に1回（受賞1回）ノミネートされている。ラングの通算受賞数は6回である。
- 1983年 アカデミー賞助演女優賞 – 『トッツィー』
- 1995年 アカデミー賞主演女優賞 – 『ブルースカイ』
- 2009年 プライムタイム・エミー賞ミニシリーズ・映画主演女優賞（英語版） – 『グレイ・ガーデンズ 追憶の館』
- 2012年 プライムタイム・エミー賞ミニシリーズ・映画助演女優賞（英語版） – 『アメリカン・ホラー・ストーリー』
- 2014年 プライムタイム・エミー賞ミニシリーズ・映画主演女優賞（英語版） – 『アメリカン・ホラー・ストーリー: 魔女団（英語版）』
- 2016年 トニー賞演劇主演女優賞 – 『夜への長い旅路』

### ヴィオラ・デイヴィス
アメリカ人女優のヴィオラ・デイヴィス（1965年生）は2017年に三冠達成者となった。彼女は黒人で初の三冠達成者である。彼女はアカデミー賞の演技部門に3回（受賞1回）、トニー賞に3回（受賞2回）、エミー賞に4回（受賞1回）、合計で10回ノミネートされている。デイヴィスの通算受賞数は4回である。
- 2001年 トニー賞演劇助演女優賞（英語版） – King Hedley II
- 2010年 トニー賞演劇主演女優賞 – 『フェンス（英語版）』
- 2015年 プライムタイム・エミー賞ドラマシリーズ主演女優賞（英語版） – 『殺人を無罪にする方法』
- 2017年 アカデミー賞助演女優賞 – 『フェンス』

### グレンダ・ジャクソン
イギリス人女優のグレンダ・ジャクソン（1936年生）は2018年に三冠達成者となった。彼女はトニー賞の演技部門に5回（受賞1回）、アカデミー賞に4回（受賞2回）、エミー賞に4回（受賞2回）、合計で13回ノミネートされている。ジャクソンの通算受賞数は5回である。
- 1971年 アカデミー賞主演女優賞 – 『恋する女たち』
- 1972年 プライムタイム・エミー賞シングルパフォーマンス主演女優賞（英語版） – 『エリザベスR（英語版）』
- 1972年 プライムタイム・エミー賞ドラマシリーズ主演女優賞（英語版） – 『エリザベスR（英語版）』
- 1974年 アカデミー賞主演女優賞 – 『ウィークエンド・ラブ』
- 2018年 トニー賞演劇主演女優賞 – 『幸せの背くらべ（英語版）』